# All My Love (bài hát của Major Lazer)
"All My Love" là một bài hát của dự án nhạc điện tử Mỹ Major Lazer, cùng với sự góp giọng của nữ ca sĩ nhạc pop người Mỹ Ariana Grande. Bài hát được sáng tác bởi Grande, Ella Yelich-O'Connor và Karen Marie Ørsted và được sản xuất bởi Diplo, Boaz van de Beatz và Jr Blender. Đây là bài hát thứ năm trong album nhạc phim The Hunger Games: Mockingjay, Part 1.

## Bối cảnh
"All My Love" ban đầu được Diplo nhắc tới vào ngày 16 tháng 10 năm 2014 qua Twitter: "Ok bài hát của @MAJORLAZER @ArianaGrande này nghe khá là kếch xù đây #allmylove." Tuy nhiên, anh nhanh chóng xóa bỏ dòng tweet này sau đó. Năm ngày sau danh sách bài hát đầy đủ của album được tiết lộ, với một bài hát có tên là "Track 5" được thu âm bởi "Nhiều nghệ sĩ." Lorde sau đó nói rõ trên Twitter rằng đây "không phải là vì một mục đích che giấu gì cả - chỉ là nó chưa được hoàn thành xong thôi."
Ngày 28 tháng 10, Grande tiết lộ trong một buổi nói chuyện trực tuyến qua Twitcam rằng cô sẽ góp giọng trong phần nhạc phim của The Hunger Games: Húng Nhại – Phần 1. Cô miêu tả bài hát này là "một bài hát rất thú vị. Nó rất khác biệt."
Lorde chính thức tiết lộ tên và nghệ sĩ trình bày "Track 5" vào ngày 3 tháng 11 trên Twitter rằng đây là một sản phẩm hợp tác giữa Major Lazer và "người chị gái thiên thần" Ariana Grande.

## Biên soạn
"All My Love" là một bài hát electropop dance, với một số yếu tố của dancehall. Bài hát gợi liên tưởng tới đĩa đơn trước đó của Grande, "Break Free", hợp tác với DJ người Đức gốc Nga Zedd. Về nội dung, bài hát nói về một tình yêu đau khổ rất đáng giá để đấu tranh. "All My Love" được sáng tác ở giọng Rê thứ.

## Xếp hạng
| Chart (2014–15)                      | Vị trí cao nhất |
| ------------------------------------ | --------------- |
| Bỉ (Ultratip Flanders)               | 35              |
| Pháp (SNEP)                          | 144             |
| UK Singles (Official Charts Company) | 194             |